# Roland Thöni
Roland Thöni (n. 17 ianuarie 1951, Trafoi⁠(d), Stelvio, Trentino-Tirolul de Sud, Italia – d. 4 aprilie 2021, Bozen, Italia) a fost un schior alpin ce a reprezentat Italia, medaliat olimpic. A participat la 2 ediții ale Jocurilor Olimpice (1972, 1976) în care a câștigat o medalie de bronz.